# Патрік Фавр
Патрік Фавр  (італ. Patrick Favre, 30 липня 1972) — італійський біатлоніст, олімпієць.

## Виступи на Олімпіадах
| Олімпіада        | Дисципліна                | Місце |
| ---------------- | ------------------------- | ----- |
| Ліллехаммер 1994 | індивідуальна гонка 20 км | 22    |
| Ліллехаммер 1994 | естафета 4 х 7,5 км       | 6     |
| Нагано 1998      | індивідуальна гонка 20 км | 54    |
| Нагано 1998      | естафета 4 х 7,5 км       | 9     |